# No.1戰隊豪獸者
《No.1戰隊豪獸者》，是由日本東映製作的《超級戰隊系列》第49部特攝作品，於2025年2月16日（令和7年）起每週日上午9時30分在朝日電視台首播。

## 作品特色
- 《超級戰隊系列》50週年紀念作品[註 1]。
- 以「動物」為主題的戰隊作品，亦為繼《太陽戰隊太陽火神》、《超獸戰隊生命人》、《星獸戰隊銀河人》、《百獸戰隊牙吠連者》、《動物戰隊獸王者》後，第六部採用「動物」為主題的戰隊。
- 首次出現正式的女性黑色戰士[註 2]。
- 此作戰隊成員在駕駛大型機械人時則為另外身穿專屬駕駛服而非變身後之強化服。
- 繼《海賊戰隊豪快者》、《機界戰隊全開者》及《暴太郎戰隊Don Brothers》後，第四次出現使用歷代戰隊力量所產生的道具；亦為繼《海賊戰隊豪快者》及《暴太郎戰隊Don Brothers》後，第三次出現戰隊成員可變身為歷代戰隊的戰士。
- 繼《暴太郎戰隊Don Brothers》後第二次在片尾曲部分沒有專屬片段，並且為繼前者跟《侍戰隊真劍者》後第三次在播放片尾曲時直接融入下集預告。
- 有別於以往戰隊作品的每集標題皆以後期製作的字幕呈現，此作的每集標題皆為列印於拍攝實物上或透過與拍攝環境相應的特效呈現；此外每集的標題皆會融入有關歷代戰隊之元素[5]。
- 繼《海賊戰隊豪快者》及《機界戰隊全開者》後，第三次出現與戰隊對敵之角色能召喚出歷代戰隊的戰士以協助戰鬥。

## 故事概要
有一天，突如其來的「災厄」打敗了絕大部分的超級戰隊巨人們，但他們卻為能擊退「災厄」而將自己的力量交予餘下的巨人帝加索德，雖然最後戰勝但他們則陷入了沉睡，至於他們的力量亦因而分散到各地。
到處打工的貧窮青年遠野吠於被便利店解僱後不久便遇上來自No One世界的軍團─布萊丹之侵略，然而後來吠卻被帝加索德帶走及與其簽訂能實現其願望之戒指契約後則獲得豪獸者的戰隊Ring，而最後吠亦開始透過變身為 豪獸狼與布萊丹對戰，而同樣作為豪獸者的還有「前超級偶像」百夜陸王／ 豪獸獅、「帝加索德信奉者」暴神龍儀／ 豪獸暴龍、「派對人高中生」猛原禽次郎／ 豪獸鵰、「高級名偵探」一河角乃／ 豪獸獨角獸以及後期加入的「改革之神」熊手真白／ 豪獸北極熊。

## 登場角色

### No.1戰隊豪獸者
遠野 吠（とおの ほえる）／ 豪獸狼／ Wild豪獸狼
演：冬野心央
個性孤僻的「流浪兼職者」，而其言行亦相當粗暴，亦因此無法長期維持一份工作，儘管如此其本性實際上並不壞。
過去曾與其哥哥久光（昆昂）誤進No One世界而與其父母分離，但後來卻無故回到自己的世界；另外吠當初在No One世界逗留期間亦聽從其中一位與其逃亡的女性為活命而不能有願望，然而後來吠亦曾短暫與對方相遇，並且在對方臨終時則被鼓勵須找尋自己的願望。
在布萊丹開始進攻地球時被帝加索德選中為豪獸者，而在獲得戰隊Ring後則擁有狼的嗅覺，並擅長近身斬擊；而後期在成功駕馭Orca Booster 50 50後亦能藉其賜予的戰隊Ring變身為Wild豪獸狼。
百夜 陸王（びゃくや りくお）／ 豪獸獅
演：鈴木秀脩
「前超級偶像」。
因故而遭到經紀人公司辭退；而其本身則具有非一般的魅力，並且對他人尤為溫柔，然而卻為擅長操縱他人的戰略家。
在與戰隊Ring立下契約後則擁有較一般人靈敏的聽覺，而在變身後亦擅長射擊戰。
暴神 龍儀（ばくがみ りゅうぎ）／ 豪獸暴龍
演：神田聖司
「帝加索德信奉者」。
出身於家境富裕的醫生家族兼其繼承人，但童年時卻不滿被父母當作傀儡般看待，然而於一次偶然下閱讀有關帝加索德的書藉跟被其提及的「創造無悲傷之世界」等內容所打動後便決意離家出走及作為帝加索德的侍奉者。
在與戰隊Ring立下契約後則擁有怪力，而在變身後亦擅長力量戰。
猛原 禽次郎（たけはら きんじろう）／ 豪獸鵰
演：松本仁／小林正樹（老年人原貌）
有著較任何人積極的「派對人高中生」。
其本名為「猛原 讓二（たけはら じょうじ）」，實為87歲的老人，而其本性認真且固執的他亦因而與其家人的關係疏遠，然而後來因其妻子臨終前的遺言而開始希望能夠改變自己及過著隨心所欲的生活。
於一次偶然下獲得戰隊Ring並與帝加索德許願「獲得永遠的青春跟成為派對人」，而帝加索德亦因應其本身的老年人身體難以應付戰鬥而讓之返老還童為青少年，同樣地禽次郎亦必須透過進食蛋類才能維持其青少年外貌；另外在與戰隊Ring立下契約後的禽次郎則有著較一般人更敏銳的視力，而在變身後亦能透過可飛行的翅膀進行空中戰。
於返老還童後便進入高中就讀，然而於就讀的第一天卻因發現其孫子則為與其同一班級，為了不讓其孫子察覺自己身份而改名為「禽次郎」，後來亦離開其家後便遷進帝加索德村成為吠的鄰居。
一河 角乃（いちかわ すみの）／ 豪獸獨角獸
演：今森茉耶
是位「高級名偵探」，外表很酷的她於必要時會以其魅力作為武器。
過往則有著能夠協助他人的理想，亦因此立志成為警察，但後來其妹緒乙卻被他人拐走後下落不明，並且在成為警察後亦因其自身意氣用事的偏激情緒而遭被辭退。
在與戰隊Ring立下契約後則能透過接觸他人以讀取對方心靈，然而該能力卻對戒指持有者無效；至於其戰鬥風格亦以冷靜沈著的突進攻擊為主。
在沒有偵探工作時會以兼職為生。
熊手 真白（くまで ましろ）／ 豪獸北極熊
演：木村魁希
「改革之神」，於第16集初登場。
為「戒指爭霸戰」之歷屆冠軍，而過往戰鬥中曾協助帝加索德在「宇宙大戰」中獲勝並成功實現其「拯救世界」的願望，但後來卻被捲入時空縫隙中並沉睡長達一萬年，其後被剛剛誕生的古迪伯恩之戒指相中及喚醒，而甦醒後的真白亦因對存有悲傷及痛苦的世界感到不滿，故而萌生「能成為神明以改造世界」之願望再度參戰。
其自稱「神之熊手」，平時會藉著協助他人後卻對受助者討索高昂費用；另外其自身則尤為喜歡吃蜂蜜。
在變身為豪獸北極熊後則以拳擊及低溫攻擊為主；另外其過往之戰士身份為豪獸狼，故而對目前作為豪獸狼的吠之稱謂為「第二代」。

#### 豪獸者的協力者／相關者
巨神 帝加索德
聲：梶裕貴
神一般的存在。
於過往「宇宙大戰」中透過所有超級戰隊大型巨人所給予之力量戰勝「災厄」，隨後帝加索德則將其力量化為無數的戒指散播於各地，並透過舉行戒指持有人之間的「戒指爭奪戰」以尋覓當中的No.1。
常以「右手」之型態隱藏在人們認知以外，但其自身亦有複數的大型巨人變形型態。
巨人型態：
 帝加索德紅
與豪獸狼的戰隊Ring組合之戰鬥型態。
擅長兇猛的戰鬥風格，而使用武器為依附於右手之劍刃帝加索德Sword；至於其必殺技為以合上背部的雙翅膀後便透過高速旋轉對敵人貫穿攻擊之「帝加索德·合斗狼破壞」。
 帝加索德 DekaClaw
為帝加索德紅與Wolf Dekalibur 50組合之爪擊強化型態，於第9集初登場。
跟帝加索德紅同樣擅長兇猛的戰鬥風格，並能以作為其左手臂之帝加Claw進行撕裂攻擊及透過其胸前的鎖鏈束縛目標；至於其必殺技則為以帝加Claw爪擊之「帝加索德·紅狼Punisher」。
   帝加索德White Burn
為帝加索德紅與古迪伯恩之親子合體型態，於第19集初登場。
其則由吠跟真白聯手操縱，並搭配吠的優越反射神經跟真白的經驗與技術聯合應戰。
使用武器為肩上的光束加農炮帝加索德Cannon以及從其雙手的手指指尖釋放之導彈Finger Missile；至於其必殺技為同時發動其身上所有槍炮攻擊之「帝加索德·Heart Breaker」。
 帝加索德藍
與豪獸獅的戰隊Ring跟Leo Buster 50組合之槍擊強化型態，於第3集初登場。
以其作為右手臂的加特林機槍Leo Buster炮為武器；至於其必殺技則為以Leo Buster炮連環槍擊敵人之「帝加索德·閃耀☆獅子流星群」。
 帝加索德藍 DekaClaw
於第12集初登場。
為帝加索德藍與Wolf Dekalibur 50之組合型態；至於其必殺技則為同時以Leo Buster炮連環槍擊及以帝加Claw爪擊之「帝加索德·☆STAR☆Lion Duet」。
 帝加索德黃
與豪獸暴龍的戰隊Ring跟Tyranno Hammer 50組合之格鬥強化型態，於第2集初登場。
能透過作為雙拳頭的暴龍頭部暴君拳進行強烈拳擊；至於其必殺技分別為以胸膛集中能量後便從暴君拳的嘴部釋放光束攻擊之「帝加索德大人·禮贊龍擊」及以近身掌擊敵人之「帝加索德大人·禮贊龍掌」。
 帝加索德綠
與豪獸鵰的戰隊Ring跟Eagle Shooter 50組合之飛行強化型態，於第5集初登場。
能透過其背部的翅膀飛行甚至攻擊，並擅長快速踢技；至於其必殺技則為以其右膝上的槍炮連環射擊箭矢之「帝加索德·Cupid Arrow」。
 帝加索德黑
與豪獸獨角獸的戰隊Ring跟Unicorn Drill 50組合之突進型態，於第6集初登場。
於組合時Unicorn Drill 50則會分為兩部分─鑽頭Horn Drill以及盾牌Unicorn Shield，另外Unicorn Shield亦能組合於帝加索德的後部予之轉化為人馬型態的「突進模式」；至於其必殺技則為以其Horn Drill貫穿敵人之「帝加索德·Fabulous Drill」。
 帝加索德赤月
為帝加索德與Orca Booster 50 50組合之劍術特化型武侍型態，於第23集初登場。
使用武器為長劍赤月刀以及其背部的可釋放光束之赤月光輪；至於其必殺技為「帝加索德·危羅吠Slash」，以赤月刀畫下滿月後便予以敵人斬擊。
 巨神 古迪伯恩
聲：KENN
於第15集初登場。
其原名為「破滅王子 帝加那庫爾」，為由帝加茱恩強行與帝加索德完成結婚儀式後繼而誕生之巨神，然而因兩人的結婚儀式並未有達成條件（未有湊齊所有的戰隊Ring），故導致其自身則為不完全的形態，而同樣對自己誕生一事感到迷茫甚至陷入暴走，隨後在經真白的開導下便決定跟隨他，並且將因帝加茱恩與帝加索德的結婚儀式影響而改變之世界恢復原貌；另外真白亦認為其原名並不好聽，故而替祂另取名為「古迪伯恩」。
能變形為大型「拳頭」及「巨人」兩種型態，而戰鬥時則以連環拳擊及低溫攻擊為主；至於其必殺技則為以其「拳頭」型態融合龍捲技貫穿敵人之「本大爺鐵拳！Blizzard Crusher」。
 貝亞庫瑪50
聲：KENN（分飾）
通稱「貝亞庫瑪」，於第16集初登場。
為真白的夥伴兼武器，並能夠釋放零下50度之冷凍光束攻擊甚至巨大化作為古迪伯恩之雪橇。
原為玩具，但後來藉古迪伯恩之戒指力量獲得生命及意識；而其本身則有小惡魔般的個性，平時較常在真白協助他人過後便即時列印費用高昂之帳單予受助者。
 Orca Booster 50 50
擁有意識的虎鯨型高壓水槍，於第22集初登場。
具有增強宇宙戰士的力量之效用，然而在往屆的「戒指爭奪戰」中有不少宇宙戰士因不能承受其兇猛的力量而變為怪物甚至喪命，其後故而被封印在深海裏。
後來Orca Booster 50 50似乎因法亞坎多爾追求力量的心態而與其產生共鳴並喚醒，並且一度被其使用，但結果法亞坎多爾還是未能駕馭其力量而變為怪物；其後吠亦為求在苦戰中解困而決定嘗試使用Orca Booster 50 50，結果Orca Booster 50 50卻意外讓吠產生共鳴，並能夠讓吠變身為Wild豪獸狼。
飯島 佐織（いいじま さおり）
演：中越典子
吠所住之居所的管理人，亦是喫茶店「半世紀」之東主。
飯島 碧（いいじま あおい）
演：湯田幸希
佐織的兒子。
宇宙戰士
為一群渴望實現各自的願望而接受「戒指爭霸戰」之戰士，故亦與目標一致的豪獸者們為競爭對手關係。
與豪獸者們不同的是他們會使用銀色帝加索德變身，而同樣地當他們落敗後其戰隊Ring之力量便會消失，而其持有的所有戰隊Ring則會歸為獲勝對手所有。

### 布萊丹
布萊丹，為來自異世界－No One世界的軍團。
帝加茱恩
聲：尤加奈
布萊丹的女王兼創立人，於第2集初登場。
為過往被人類以帝加索德為原型創造的人工智能，而為能讓其認為不完整的人類世界重新生成為完美世界，故其亦透過強行與帝加索德進行結婚儀式成功製造破滅王子－帝加那庫爾（古迪伯恩），然而因其儀式未有達成條件（未有湊齊所有的戰隊Ring），故而導致古迪伯恩以不完整之形態誕生及僅為改變了世界之運行形式。
法亞坎多爾
演：三本木大輔
布萊丹的特攻隊長，別稱「不敗的法亞坎多爾」。
具有好勝的鬥志，而其個性雖然粗暴但對下屬卻是尤為關心，至於其使用武器為兩端皆為蠟燭的雙刃騎槍。
於首次進攻人類世界時卻被吠／豪獸狼打敗，自此便視對方為其對手。
後來曾因擊敗宇宙戰士一河緒乙而獲得其戰隊戒指，故而能夠變身為 真劍紅，及後其渴求力量的內心卻意外喚醒被封印的Orca Booster 50 50，並且亦能透過Orca Booster 50 50變身為「超級真劍紅」，但結果卻因未能承受Orca Booster 50 50的兇猛力量而失去自我及蛻變為「邪道真劍紅」，然而最後在巨大化後卻不敵帝加索德赤月而恢復原貌，至於其所擁有的戰隊Ring（包括布格曾借予他的兩枚戒指）亦繼而成為吠的戰利品。
布格
演：Marupi
布萊丹的技術隊長，別稱「慈愛的布格」。
其個性跟言行舉止同樣優雅，至於其使用武器則為花朵外型的雙手槍。
於首次進入人類世界時便對正在進行街頭表演的陸王一見鐘情甚至成為其狂熱粉絲，後來在操縱其杜雷斯加德－卡倫德烏斯與帝加索德藍進行戰鬥時因其珍藏的陸王寫真照片意外遭到波及而被摧毀，自此便痛恨其駕駛者豪獸獅並視為仇敵，殊不知的是豪獸獅之身份正是陸王。
Mr.燦寧賴夫＆Mrs.絲特琪丘
聲：杉田智和（Mr.燦寧賴夫）、上田麗奈（Mrs.絲特琪丘）
布萊丹的參謀隊長，於第2集初登場。
兩人為共用身體之雙頭連體人，而其使用武器分別為Mr.燦寧賴夫手持的巨大餐刀以及Mrs.絲特琪丘手持的摺扇，另外當兩人彼此的愛意越親密時其體型大小亦同樣隨之變大。
昆昂／ 戒指獵人·加婁德
演：KARUMA
企業的年輕社長，於第7集初登場。
其本名為「遠野 久光（とおの ひさみつ）」，實為吠的哥哥，而在童年時與吠意外進入了No One世界後則與其失散；後來在長大成人後卻已成為帝加茱恩的王牌─戒指獵人·加婁德。
No One怪人
由帝加茱恩創造的怪物，於第2集首次出現。
牠們皆為能夠成為帝加茱恩的駕馭者而不斷施展自己的力量以證明自己是No.1，然而牠們於人類所在的世界則為不完全的姿態，故牠們須透過寄生及吸收與其自身屬性相似的願望之人類以獲得完整姿態。
艾伊
布萊丹的婚禮士兵。
其頭部為可響鳴的鐘，而其使用武器為瓶子狀的棒－Chamburn。
共分為「金色」跟「銀色」兩種類，當中「銀色」為一般艾伊；而「金色」則為負責指揮一般艾伊的「上級艾伊」。

## 裝備／武器
共同裝備：
戰隊Ring
為帝加索德將自身力量分割並轉化的無數契約戒指，據說當戒指契約者成功收集所有戰隊Ring後便能實現其願望。
每枚戰隊Ring實為與其相應戰隊的力量及特殊能力，並能透過金色／銀色帝加索德進行變身及施放相應力量等。而戰士們於使用除了豪獸者外其他戰隊Ring時則只能變身為與其相應戰隊的紅色戰士；此外豪獸者於使用其他戰隊Ring變身為相應戰士後其原有強化服上胸甲部分仍會保留。
另外布萊丹對其稱呼為「破滅之戒指」，而同樣地非指定戒指契約者一旦配戴戰隊Ring後便會消失。
豪獸者：
金色帝加索德
除了豪獸北極熊外其餘豪獸者的右手掌型武器兼變身器，並能透過裝備戰隊Ring以施放相應力量。
 Wolf Dekalibur 50
豪獸狼的可進行空間切割及製造蟲洞之刀劍，於第9集初登場。
 Leo Buster 50
豪獸獅的可高速發射光束攻擊之槍械，於第2集初登場。
 Tyranno Hammer 50
豪獸暴龍的戰鬥錘子，於第2集初登場。
 Eagle Shooter 50
豪獸鵰的弓矢武器，於第4集初登場。
 Unicorn Drill 50
豪獸獨角獸的鑽頭，於第5集初登場。
 豪獸北極熊：
古迪伯恩
豪獸北極熊的拳套型武器兼變身器，於第16集初登場。
貝亞庫瑪50
參照豪獸者的協力者／相關者。
 Orca Booster 50 50
參照豪獸者的協力者／相關者。
宇宙戰士：
銀色帝加索德
宇宙戰士的右手掌型變身器兼武器，而除了外觀色彩不同外，也對戰隊Ring的使用有一定的限制。
布萊丹：
杜雷斯加德
布萊丹的大型戰鬥機械人。
坎多洛爾王
為法亞坎多爾專屬的杜雷斯加德，並以可釋放烈焰的劍為武器。
卡倫德烏斯
為布格專屬的杜雷斯加德，於第3集初登場。
艾艾扎
為由上級艾伊操縱的量產型杜雷斯加德，於第2集初登場。
 戒指獵人·加婁德：
帝加茱恩
於第7集初登場。
為昆昂／加婁德的右手手指槍型武器兼變身器，並能透過置入其戰隊Ring進行變身及召喚與跟戒指相應的實體化傀儡戰士。
Dark Wolf Dekalibur 50
於第15集初登場。
為帝加茱恩根據豪獸狼的Wolf Dekalibur 50製造之刀劍，並且與前者同樣擁有進行空間切割及製造蟲洞之力量。

## 設定
宇宙大戰
為過往眾多超級戰隊大型巨人為了對抗突如其來的「災厄」而進行之大型戰鬥。
當時不敵對方的大型巨人們則只好將其力量托付予帝加索德後便陷入沉睡，而在大戰過後帝加索德亦將其力量化為戒指並散佈於各處。
半世紀→帝加索德村
初期為由佐織任職東主之喫茶店，後來在龍儀接任店長後便轉型為以「帝加索德」為主題之概念咖啡店。
其建築原為教堂，另外吠跟禽次郎亦居住於其建築二樓。
No One世界
以人類世界為藍本之異世界；另外No One世界之人會透過圓形圖案或物體作為往返人類世界的出入口。
布萊丹城堡
布萊丹的據點。

## 製作團隊
製作人員：
- 原作：八手三郎
- Special Thanks：石之森章太郎
- 製作人：
  - tv asahi：芝高啓介
  - 東映：松浦大悟
  - 東映Agency：矢田晃一

- 劇本：井上亞樹子、樋口達人、當銘啓太
- 導演：田﨑龍太、山口恭平、渡邊勝也、加藤弘之、坂本浩一、谷本健晋、中澤祥次郎
- 動作導演：福澤博文
- 配樂：澤田完
- 特攝導演：佛田洋
- 製作：tv asahi、東映、東映Agency

皮套演員：
-  豪獸狼：浅井宏輔
-  豪獸獅：塚越靖誠
-  豪獸暴龍：榮男樹
-  豪獸鵰：寺本翔悟
-  豪獸獨角獸：下園愛弓
-  豪獸北極熊：中田裕士
-  加婁德：齊藤謙也

## 播放列表
以下時間以當地時間（日本時間）為準：
| 日本首播日期 | 集數 | 標題 （日語）（漢譯）        | 主役No One世界一方                                                               | 主役宇宙戰士／大型巨人 | 編劇       | 導演       |
| ------------ | ---- | ---------------------------- | -------------------------------------------------------------------------------- | --- | ---------- | ---------- |
| 2025/02/16   | 1    |                              | -                                                                                | - 堤 夏目／ 鍬形蟲王者 （演：井内悠陽） | 井上亞樹子 | 田﨑龍太   |
| 2025/02/23   | 2    |                              | - 獵人No One （聲：松田健一郎） - · （聲：井之上潤）                             | - 堤 夏目／ 鍬形蟲王者 （演：井内悠陽） | 井上亞樹子 | 田﨑龍太   |
| 2025/03/02   | 3    |                              | - 人氣No One （聲：田中美央）                                                    | - 熱海 常夏／ Don桃太郎 （演：七瀨公） - 櫻庭／ 龍裝紅（第4集） （演：大森寬人）                                                                      | 井上亞樹子 | 山口恭平   |
| 2025/03/09   | 4    |                              | - 派對No One （聲：古川慎） - 兄弟 - ·Five （聲：駒田航） - ·Five （聲：高岡香） | - 熱海 常夏／ Don桃太郎 （演：七瀨公） - 櫻庭／ 龍裝紅（第4集） （演：大森寬人）                                                                      | 井上亞樹子 | 山口恭平   |
| 2025/03/23   | 5    | 奪回靈魂！                   | - No One （聲：三宅健太） - （聲：竹田雅則）                                     | - 熱海 常夏／ Don桃太郎 （演：七瀨公） - 櫻庭／ 龍裝紅（第4集） （演：大森寬人）                                                                      | 井上亞樹子 | 渡邊勝也   |
| 2025/03/30   | 6    |                              | - （聲：濱健人）                                                                 | - 熱海 常夏／ Don桃太郎 （演：七瀨公） - 櫻庭／ 龍裝紅（第4集） （演：大森寬人）                                                                      | 井上亞樹子 | 渡邊勝也   |
| 2025/04/06   | 7    |                              | - 心動No One （聲：綠川光） - （聲：塩野潤二）                                   | - 往歲 巡／ 暴龍連者（第7、10集） （演：上田堪大） - 大獸神（第7集）→黑大獸神（第10集）                                                               | 井上亞樹子 | 加藤弘之   |
| 2025/04/13   | 8    |                              | -                                                                                | - 往歲 巡／ 暴龍連者（第7、10集） （演：上田堪大） - 大獸神（第7集）→黑大獸神（第10集）                                                               | 井上亞樹子 | 加藤弘之   |
| 2025/04/20   | 9    |                              | -                                                                                | - 往歲 巡／ 暴龍連者（第7、10集） （演：上田堪大） - 大獸神（第7集）→黑大獸神（第10集）                                                               | 井上亞樹子 | 田﨑龍太   |
| 2025/04/27   | 10   |                              | - 昭和No One （聲：島田敏）                                                      | - 往歲 巡／ 暴龍連者（第7、10集） （演：上田堪大） - 大獸神（第7集）→黑大獸神（第10集）                                                               | 井上亞樹子 | 田﨑龍太   |
| 2025/05/04   | 11   |                              | - 鬼抓人No One （聲：大畑伸太郎）                                                | - 等等力 凱亞／ 牙吠紅 （演：中村優一） - 川島／ 火神鵰（第11集） （演：Catcher中澤） - 岩下／ 獸王鵰（第11集） （演：橋渡龍馬） - Gao King（第12集） | 樋口達人   | 坂本浩一   |
| 2025/05/11   | 12   |                              | - 鬼No One                                                                       | - 等等力 凱亞／ 牙吠紅 （演：中村優一） - 川島／ 火神鵰（第11集） （演：Catcher中澤） - 岩下／ 獸王鵰（第11集） （演：橋渡龍馬） - Gao King（第12集） | 樋口達人   | 坂本浩一   |
| 2025/05/18   | 13   |                              | - 禮儀No One （聲：大谷秀一郎） - 超·新星 （聲：武藤真子）                       | - 家守 召子／ 紅車手 （演：松田裡茉） | 井上亞樹子 | 谷本健晋   |
| 2025/05/25   | 14   |                              | -                                                                                | - 家守 召子／ 紅車手 （演：松田裡茉） | 井上亞樹子 | 谷本健晋   |
| 2025/06/01   | 15   | Stop·the·六月新娘            | -                                                                                | - | 井上亞樹子 | 田﨑龍太   |
| 2025/06/08   | 16   | 真·救世主No.1！              | - 尋寶獵人No One （聲：佚名） - 派對人No One （聲：佚名）                        | - | 井上亞樹子 | 田﨑龍太   |
| 2025/06/15   | 17   | 靈光閃耀！No.1運動會！       | - 運動會No One （聲：浜添伸也） - 戈古·爾戈 （聲：赤羽根健治）                   | - | 井上亞樹子 | 渡邊勝也   |
| 2025/06/22   | 18   | 謎團Grand Prix！在村裏的偵探 | - 謎團No One （聲：浜田賢二） - 帕特·凱撒爾 （聲：駒田航）                       | - 宇宙大獸神 | 井上亞樹子 | 渡邊勝也   |
| 2025/06/29   | 19   | 兩顆心之白色燃燒             | -                                                                                | - 宇宙大獸神 | 井上亞樹子 | 渡邊勝也   |
| 2025/07/06   | 20   | 辣妹真劍！緒乙人設變了！？   | - 辣妹No One （聲：北原沙彌香） - 沙夫·梅加 （聲：狩野翔）                       | - 一河 緒乙／ 真劍紅 （演：檜山愛麗絲） | 井上亞樹子 | 加藤弘之   |
| 2025/07/13   | 21   | 燃燒祭典之魂！帝加索德之夏！ | - 祭典No One （聲：楠見尚己）                                                    | - 真劍王 | 井上亞樹子 | 加藤弘之   |
| 2025/07/20   | 22   | 划算？迷惑？這就是節約！     | - 節約No One （聲：長嶝高士）                                                    | - 鳥飼 翔／ Red Buster （演：鈴木浩文） | 井上亞樹子 | 中澤祥次郎 |
| 2025/07/27   | 23   | 孤獨的超新星，覺醒之狼！     | - 腑破十臟                                                                       | - | 井上亞樹子 | 中澤祥次郎 |
| 2025/08/03   | 24   | 擾亂校園的快盜               | - 青春No One （聲：中野泰佑） - 鏘·巴拉巴 （聲、演（人類型態）：水野直）         | - 晚堂 深也／ 魯邦紅 （演：高岩成二） - 晴渡 一輝／ 巡邏連1號 （演：寺坂賴我）                                                                        | 樋口達人   | 坂本浩一   |
| 2025/08/10   | 25   | 強桿警察，度過晴天！         | - 強桿No One （聲：間宮康弘）                                                    | - 晚堂 深也／ 魯邦紅 （演：高岩成二） - 晴渡 一輝／ 巡邏連1號 （演：寺坂賴我）                                                                        | 樋口達人   | 坂本浩一   |
| 2025/08/17   | 26   | 揭開秘密！遠野吠是新職員     | - 哈迪撒·布洛 （聲：關智一）                                                     | - | 當銘啓太   | 谷本健晋   |

## 音樂
片頭曲：
作詞、作曲：玉屋2060%
編曲、演唱：Wienners
片尾曲：
作詞：藤林聖子
作曲、編曲：Mio Kimura；C.J. RuRu、0C（共同製作人）
演唱：金子美由
插曲：

作詞：賣野雅勇
作曲、編曲：渡部傑魯
演唱：影山浩宣

作詩：磯谷佳江
作曲：柘植由秀
編曲：水口浩次
演唱：瑠菜（星波）

作詞：MIKE Sugiyama
作曲：澤田完
編曲：龜山耕一郎
演唱：北谷洋
角色曲：

作詩、作曲：高取秀明
編曲：籠島裕昌
演奏：ZETKI
演唱： 豪獸狼／遠野吠（冬野心央）

作詞：及川眠子
作曲、編曲：小森田實
編舞：Smile紗季
演唱： 豪獸獅／百夜陸王（鈴木秀脩）

作詩：井上亞樹子
作曲、編曲：澤田完
演唱： 豪獸暴龍／暴神龍儀（神田聖司）

作詩、作曲、編曲：Raizo.W
編舞：Smile紗季
演唱： 豪獸鵰／猛原禽次郎（松本仁）

作詩、作曲、編曲：富華莉
演唱： 豪獸獨角獸／一河角乃（今森茉耶）

作詞：藤林聖子
作曲、編曲：高木洋
演唱：法亞坎多爾（三本木大輔）、布格（Marupi）

## 其他相關媒體
劇場版：《No.1戰隊豪獸者 復活的帝加索德》
此作的獨立劇場版，並於2025年7月25日上映。
網上平台影片：
《超級戰隊·宇宙大戰 ～No.1戰隊豪獸者 Episode 0～》
為於2025年2月2日在Youtube的《超級戰隊系列》頻道上發佈之短片，為此作主篇的第1集之前傳。
《It's MY Number》
為由東映特攝粉絲俱樂部製作及於其網上平台發佈，以揭露此作演員真實自我的短片。
| 發佈日期   | 標題（介紹演員）                              |
| ---------- | --------------------------------------------- |
| 2025/03/02 | case of Mio Fuyuno（冬野心央        |
| 2025/03/09 | case of Jin Matsumoto（松本仁       |
| 2025/03/30 | case of Hideharu Suzuki（鈴木秀脩   |
| 2025/03/30 | case of Masakazu Kanda（神田聖司    |
| 2025/04/06 | case of Maya Imamori（今森茉耶      |
| 2025/04/06 | case of Marupi（Marupi（日语：まるぴ）              |
| 2025/04/13 | case of Daisuke Sambogi（三本木大輔 |
| 2025/04/13 | case of Karuma（KARUMA（日语：カルマ (俳優)）              |
衍生劇：《豪獸者補獸計劃 No.1懺悔室》
為由東映特攝粉絲俱樂部製作，並於2025年3月16日起在其網上平台發佈之衍生劇。
| 發佈日期   | 集數[註 17] | 標題 （日語）（漢譯）                |
| ---------- | ----------- | ------------------------------------ |
| 2025/03/16 | 1[13]       | 第1-4集補獸計劃                      |
| 2025/03/23 | 2[15]       | 港區女子·角乃的專業工作作風          |
| 2025/03/30 | 3[16]       | 豪獸者購物計劃                       |
| 2025/04/06 | 4[37]       | 第7集補獸計劃                        |
| 2025/04/13 | 5           | Bar 布萊丹                           |
| 2025/04/20 | 6           | 大家全是管家                         |
| 2025/04/27 | 7           | 遺失的時代 HEISEI                    |
| 2025/05/04 | 8           | 不在菜單上，但仍出現之物！           |
| 2025/05/11 | 9           | 懺悔站                               |
| 2025/05/18 | 10          | 豪獸者評級檢查                       |
| 2025/05/25 | 11          | 狂暴少爺·暴神龍儀                    |
| 2025/06/01 | 12          | No.1戰隊多少獸者                     |
| 2025/06/08 | 13          | 第16集補獸計劃「我不會讓節目給你！」 |
| 2025/06/15 | 14          | 帝加索德村 運動會                    |
| 2025/06/22 | 15          | 禽次郎少年事件簿                     |
| 2025/06/29 | 16          | 你會選擇誰作為你的戀人？             |
| 2025/07/06 | 17          | 辣妹戰隊·豪獸者                      |
| 2025/07/13 | 18          | 龍子姐姐的擔憂懺悔室                 |
| 2025/07/20 | 19          | 大家一起來節約！？哦！懺悔室         |
| 2025/07/27 | 20          | 祝賀·豪獸者電影公映紀念！            |
| 2025/08/03 | 21          | 青春的懺悔室                         |
| 2025/08/10 | 22          | 續·青春的懺悔室                      |
| 2025/08/17 | 23          | No.1感謝祭                           |

## 海外播放

### 香港
香港ViuTV於2025年5月18日起每週日上午9時30分以日語及粵語配音雙語播出，並且於節目完結後於ViuTV官方網站及手機應用程式提供限時的免費重溫。

### 台湾
台灣東森幼幼台於2025年6月13日起每週五下午5時30分首播国语配音版，並於隔天下午4時30分重播；另外網絡播放平台中華電信MOD以及Hami Video亦於2025年6月21日起每週六發佈一集。

## 超級英雄時間相關條目
- 2025春《假面騎士GAVV》（第23集-）

## 外部連結
- 《No.1戰隊豪獸者》朝日官網（页面存档备份，存于）

- 《No.1戰隊豪獸者》東映官網 （页面存档备份，存于）

- 《No.1戰隊豪獸者》X.com （页面存档备份，存于）

- 《超級戰隊系列》萬代官網 （页面存档备份，存于）